# Katholieke Radio Omroep

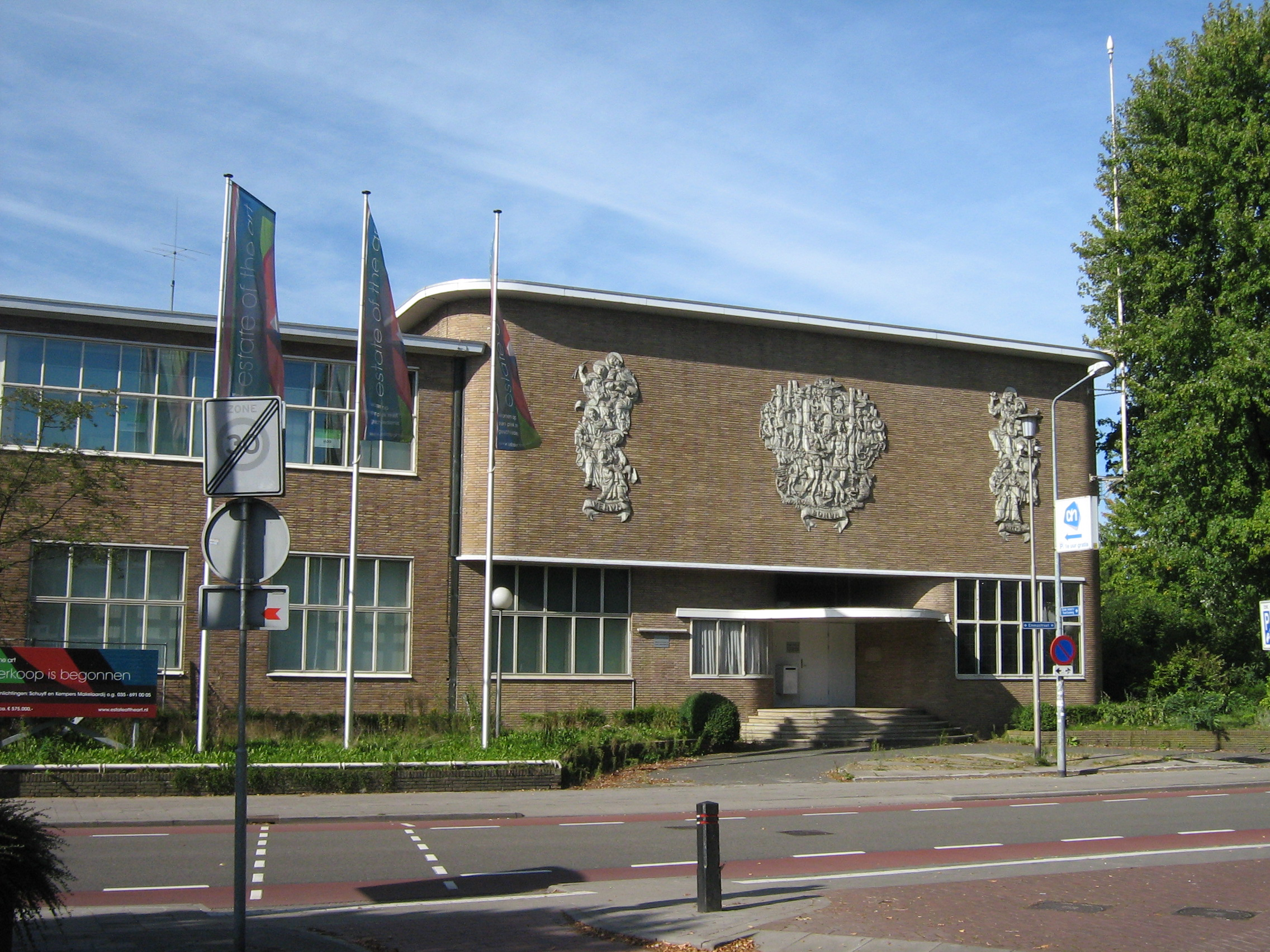
Voormalige studio van omroepvereniging KRO aan de Emmastraat 52 in Hilversum.

De Katholieke Radio Omroep (KRO) is een Nederlandse voormalige katholieke publieke omroeporganisatie met A-status, opgericht op 23 april 1925 door pastoor Lambertus Hendricus Perquin O.P. als Bond van R.-K. Radio Vereenigingen. In juni 1926 werd de omroep omgedoopt in KRO, de naam die tot 2021 gebruikt zou worden.
De KRO was een katholieke omroep. De KRO verzorgde tevens de uitzendingen van het RKK. De omroep staat onder andere bekend om de (vooral Britse) detectives die ze met grote regelmaat uitzond, onder andere tijdens de jaarlijkse Detectivenacht en in de Detectivemaand (tegenover het EK of WK voetbal). Het KRO-programma Boer zoekt Vrouw is het best bekeken amusementsprogramma van de Nederlandse televisie.
De KRO geeft de programmabladen KRO Magazine (oplage 200.000) en Mikro Gids (oplage 480.000 per week) uit. Yvonne de Haan is waarnemend directievoorzitter a.i./ zakelijk directeur. In augustus 2010 werden er 'vergaande gesprekken' gevoerd met de IKON, NCRV en RKK over een mogelijke fusie tot een grote confessionele omroep. In mei 2011 werd bekend dat de KRO en NCRV waarschijnlijk zouden fuseren. Op 1 januari 2014 is KRO-NCRV ontstaan uit een fusie van de omroepen KRO en NCRV en op 1 januari 2019 is de Vereniging KRO opgegaan in de Vereniging KRO-NCRV.

## Doelen
Volgens zijn statuten stelt de KRO zich ten doel "om radio en televisie te doen strekken tot geestelijke ontplooiing, voorlichting en ontspanning van luisteraars en kijkers. Bij het vervullen van zijn taken erkent en belijdt het Gods Openbaring zoals deze door de Rooms-Katholieke Kerk wordt bewaard en doorgegeven." De KRO heeft vooral faam verworven met maatschappelijk betrokken programma's en journalistiek (Brandpunt), met name in de jaren zestig en zeventig over onderwerpen als de Nederlandse progressieve katholieken, de bevrijdingsbeweging in Afrika en Zuid-Amerika, de oorlog in Vietnam, Watergate.

## Successen
De KRO was na de NCRV echter de minstbekroonde omroep: het heeft slechts 10 onderscheidingen (Zilveren Nipkowschijf/ Zilveren Reissmicrofoon) ontvangen van de Nipkowstichting, tegen de AVRO met 13 onderscheidingen, de NOS 18, de VARA 29 en de VPRO 36. Voor de KRO-Netwerk-documentaire Welcome in North-Korea ontvingen makers Raymond Feddema en Peter Tetteroo een Amerikaanse Emmy. De KRO jeugdprogramma's waren daarentegen uiterst succesvol, met name in de periode 1998-2013 onder leiding van Jan-Willem Bult toen meerdere keren de prestigieuze Prix Jeunesse International (München) werd gewonnen, de 'Oscars van de kindertelevisie'. Evenals meerdere keren de Prix Danube (Bratislava), de Cinekid Kinderkast, de Nederlandse Academy Award, de Nederlandse Beeld- en Geluid Award, Divercine (Montevideo), La Matatena (México City) en de prestigieuze NHK Japan Prize (Tokyo). En nominaties voor o.a. de international Emmy Awards en voor Cartoon Forum European Broadcaster of the Year.
KRO-presentatrice Yvon Jaspers is ook veelvuldig onderscheiden. Zij won vijf keer de Zilveren Televizier Ster, de publieksprijs voor beste vrouwelijke televisiepersoonlijkheid van het jaar: in 2006, 2008, 2009, 2010 en 2012. Ze werd in eerste instantie als presentator van jeugdprogramma's naar de KRO gehaald door toenmalig creatief hoofd jeugd Jan-Willem Bult (van 1997-2013) en won met hem o.a. de Noord-Zuid Trofee voor Groot Licht en de Prix Jeunesse International voor ZigZag (televisieprogramma). 
Er kan indicatief gesteld worden dat de KRO voor zijn radioprogramma's in eigen kring zeer algemene waardering kreeg, en daardoor ook steeds een voldoende grote ledenbasis behield, vooral door programma's als
- 'Moeders wil is wet' van Mia Smelt (ter emancipatie en ondersteuning van huisvrouwen);
- het ziekenprogramma De Zonnebloem van Alex van Wayenburg (overgegaan in een nog steeds bestaande en actieve stichting voor ziekenondersteuning: Nationale Vereniging de Zonnebloem);
- de hoorspelserie Sprong in het heelal, de laatste grote serie voor het doorbreken van de televisie, die ook buiten de katholieke kring gewaardeerd werd;
- Het Radioprentenboek en De Wigwam van Wim Quint en Roos Lippes, een kinderprogramma op woensdag- en zondagmiddagen dat hartelijkheid en spanning wist te combineren;
- Negen heit de klok, een amusementsprogramma dat duidelijk geïnspireerd was op De bonte dinsdagavondtrein van de AVRO, maar dat ruimte bood aan het wonderlijke talent van onder meer Jan de Cler;
- Oebele, een kinderprogramma dat tot stand kwam onder Wim Quint en Bram van Erkel;
- en vooral Brandpunt, de actualiteitenrubriek die internationale journalistieke faam verwierf, onder meer in de VS.

## Katholiek element
Tot in de jaren zestig was de KRO herkenbaar als katholieke organisatie, onder meer door het regelmatig uitzenden van missen (op zondagen, kerkelijke feestdagen) en gebeden (dagelijks het angelus om 12 uur). In de jaren zestig nam monseigneur Bekkers (1908 - 1966), de bisschop van 's-Hertogenbosch, vaak deel aan de uitzendingen. Door secularisatie en ontzuiling trad dit katholieke element minder op de voorgrond en groeide er een zekere spanning tussen Kerk en omroep. Vooral de opkomst van de populaire zender Hilversum 3, waar uitsluitend popmuziek gedraaid wordt, betekende dat de omroepen zich aan het format conformeerden, waardoor er verder identiteitsverlies optrad.
In de periode van de polarisatie die zich binnen de Nederlandse kerkprovincie in de laatste drie decennia van de 20e eeuw afspeelde, kwam bij de KRO de modernistische zijde wat meer aan bod dan de conservatieve. Sinds de eeuwwisseling tracht de KRO het katholieke element weer meer naar voren te laten komen.

## Televisie

### Programma's
Bekende KRO-televisieprogramma's en films uit het verleden zijn:
- 6 tips om de beste voetballer van de wereld te worden
- Wij Alexander
- Alles Kits (samen met de AVRO en NCRV)
- De Alles is Anders Show
- De Appelgaard
- De Berend Boudewijn Kwis
- Bertje Knor (poppenserie)
- Bij ons in de PC
- Boer zoekt vrouw
- Boggle Woordspel. Presentatie Frank Kramer en later o.a Hans Schiffers en Dodi Apeldoorn 1989-1996.
- Brandpunt (actualiteitsitems)
- Brandpunt Profiel
- Brandpunt Reporter (profielitems)
- De Brug
- Brieven boven water
- Daens
- Dagboek van een herdershond
- Debat op 2 (i.s.m. NCRV)
- Deksels!
- Disco Duel
- KRO Detectives
- DropZone
- Een echte hond
- Eén op Eén
- Eerste kind op de maan
- Energy Survival (coproductie met NRK Noorwegen)
- Eilanders
- Enneagram
- Film(s)Hit
- De Frank Kramer Show
- Genji
- Het gevoel van...
- Het gevoel van de Vierdaagse (tijdens de Nijmeegse Vierdaagse)
- Goedemorgen Nederland
- Groeien
- De groenteman (dagelijkse zelfstandige rubriek binnen 'Moeders wil is wet')
- Groot Licht (coproductie met VRT België)
- Hitkwis
- Hoorspelen, zie lijst van Nederlandse hoorspelen
- Ik zie een ster
- Johnny ATB
- Keuringsdienst van waarde
- KinderKookKafé
- KRO Kindertijd
- KRO Ketjup
- Kopstukken
- KRO Kresj
- De Kris pusaka
- Kunt u mij de weg naar Hamelen vertellen, mijnheer?
- De Legende van de Bokkerijders
- Lekker weg in eigen land
- KRO's Liefs Uit...
- Liflaflab
- Lijmen/Het Been
- Memories
- Mijn Liefste vriendjes Teigetje en Poeh
- Moeders wil is wet
- Mugge
- Negen heit de klok
- Nummer 28 (de eerste realitysoap in het jongerenblok "1-4-U")
- NUHR TV
- Oebele
- Ode aan de doden en Ode aan het leven (in de week van Allerzielen)
- Ook dat nog!
- KRO Over de streep
- De Partizanen
- Pimmetje Panda
- Piste
- De Poppenkraam
- Puberruil
- KRO's Pubertijd
- Q & Q
- De Rekenkamer
- De Reünie
- Russen
- 't Schaep met de 5 pooten
- 't Spaanse Schaep
- 't Schaep uit Mokum
- De Van Speyk Show, of: dan liever de lucht in
- Spoorloos
- Sprong in het heelal
- Studio Opstelten
- KRO's Tekenfilmfestival
- Tien in de pan (spelprogramma over voedsel, presentatie: Frank Kramer 1990-1991)
- KRO's Tien Plus!!!
- Tien voor Taal
- Tijd Van Leven
- Toen was geluk heel gewoon
- Tussen wind en water
- KRO's Uit de Kast
- Uit-me-kaar
- De Ver-van mijn-bed-show
- 't Vrije Schaep
- Waar kijken ze naar?
- Waauw
- Waku Waku
- De Wandeling
- De Weg
- Willie en Nellie
- Op Zoek naar het Zesde Zintuig
- De zeven deugden
- Zaterdagavondakkoorden met Teddy en Henk Scholten live vanuit Treslong in Hillegom
- ZigZag met achtereenvolgens als presentator Sybrand Niessen, Yvon Jaspers, Lotti Hellingman, Odette Simons, Ajouad El Miloudi
- Jos van der Valk presenteert: Piste een gevarieerd circusprogramma

### Omroepers/omroepsters
op chronologische volgorde
- Mies Bouwman (1951-1953)
- Yvonne Hermans (1953-1957)
- Hannie Lips (1954-1966)
- Ineke Klaarhamer (1960-1963)
- Joke Janssens (1961)
- Anneke Eldering (1961-1966)
- Jeerie Heerdink (1962-1963)
- Yvonne Loeber (1963-1966)
- Els Beers (1964)
- Thoma Adelaar (1966-1968)
- Anne van Egmond (1966-1967)
- Eveline Velsen (1968-1970)
- Hans van Willigenburg (1969-1989)
- Antoinette van Brink (1970-1980)
- Maartje van Weegen (1973-1980)
- Edvard Niessing (1977 -1990)
- Dieuwertje Blok (1980-1985)
- Tineke de Groot (1981-1984)
- Mariëtte Bruggeman (1983-1989)
- Sander Simons (1984-1988)
- Maud van der Kroon (1985-1992)
- Marjolijn Akkermans (1988-1992)
- Machteld Kooij (1990-1992)

## Radio

### Programma's
- Adres onbekend
- American Connection
- The Breakfast Club
- Café Kooijmans
- De Ochtend van 4
- De Staat van Stasse
- De strepen van Spits
- Echo (actualiteitenrubriek)
- Goedemorgen Nederland
- Het leven begint na zeven
- Hitweek
- KRO's Nacht van de Filmmuziek
- KRO's Nacht van het Goede Leven
- Manneke Pop
- Miniparade
- PS Radio
- RabRadio
- Tijd voor Twee
- Theater van het sentiment
- The Beat
- Voor 1 nacht
- Weeshuis van de hits

### Radiomakers
- Paula van Alphen
- Frits Bloemink
- Cobus Bosscha
- Henk Bouwman
- Ted de Braak
- Robert ten Brink
- Peter van Bruggen
- Jan de Cler
- Jules de Corte
- Jan Cottaar
- Peter van Dam
- Jan Derks
- Fons Disch
- Anne van Egmond
- Vincent van Engelen
- Violet Falkenburg
- pater Henri de Greeve
- Martijn Grimmius
- Bert Haandrikman
- Ruud Hermans
- Wam Heskes
- Hubert van Hoof
- Piet Kaart
- Hanneke Kappen
- Ron Kas
- Eddy Keur
- Jeroen Kijk in de Vegte
- Sven Kockelmann
- Peter Koelewijn
- Jacques van Kollenburg
- Jeanne Kooijmans
- Theo Koomen
- J.B. Kors
- Herry Kuipers
- Marina Kulik
- Lex Lammen
- Paul de Leeuw
- Adeline van Lier
- Roos Lippes
- Paul van der Lugt
- Donald de Marcas
- Albert Milhado
- Niek Montanus
- Wil van Neerven
- Henk Neuman
- Edvard Niessing
- Leo Pagano
- Winfried Povel
- Wim Quint
- Paul Rabbering
- Joop Reinboud
- Herman van Run
- Erna Sassen
- Kees Schilperoort
- Richard Schoonhoven
- Mia Smelt
- Frits Spits
- Marc Stakenburg
- Stefan Stasse
- Theo Stokkink
- Henk Terlingen
- Rocky Tuhuteru
- Frits van Turenhout
- Rick van Velthuysen
- pater Leopold Verhagen
- Paul de Waart
- Alex van Wayenburg
- Maartje van Weegen
- Harry de Winter
- Ton Zandkamp
- Carl-Johan de Zwart

## Programmablad
Zoals elke publieke omroep geeft de KRO een wekelijks programmablad uit, met daarin gegevens over radio- en televisieprogramma's en redactionele artikelen als toelichting op de programma's. Thans in twee versies: KRO Magazine (oplage 200.000) en Mikro Gids (oplage 480.000 per week). De voorganger van het KRO Magazine in de jaren '70, was getiteld Studio, dat onder leiding van hoofdredacteur Gerard Groen (1933-2018) uitgroeide tot een progressief en toonaangevend magazine over de media, met grote achtergrondverhalen en interviews, ontdaan van een typisch rooms-katholieke signatuur.